# Sayornis
Sayornis là một chi chim trong họ Tyrannidae.

## Các loài
Chi này có ba loài:
| Hình | Tên khoa học       | Phân bố                                         |
| ---- | ------------------ | ----------------------------------------------- |
|      | Sayornis phoebe    | Phía đông Bắc Mỹ                                |
|      | Sayornis nigricans | Hoa Kỳ, Mexico, Trung Mỹ và một phần của Nam Mỹ |
|      | Sayornis saya      | Hoa Kỳ và Canada                                |